# Stasimopus poweri
Espèce
Stasimopus poweri est une espèce d'araignées mygalomorphes de la famille des Stasimopidae.

## Distribution
Cette espèce est endémique du Cap-du-Nord en Afrique du Sud,. Elle se rencontre vers Siyancuma.

## Description
La femelle holotype mesure 41,3 mm.

## Étymologie
Cette espèce est nommée en l'honneur de John Haycinth Power.

## Publication originale
- Hewitt, 1915 : Descriptions of new South African Arachnida. Records of the Albany Museum, vol. 3, p. 70-106.